# Contracaecum
Genre
Contracaecum est un genre de nématodes (les nématodes sont un embranchement de vers non segmentés, recouverts d'une épaisse cuticule et menant une vie libre ou parasitaire).
Les espèces de nématodes de ce genre sont responsables de l'anisakiase, maladie parasitaire humaine causée par ingestion de certains poissons crus.

## Liste des espèces
- Contracaecum aduncum (Rudolphi, 1802).
- Contracaecum benimasu.
- Contracaecum brachyurum.
- Contracaecum chaunaxi.
- Contracaecum cornutum.
- Contracaecum crassicaudatum.
- Contracaecum elongatum.
- Contracaecum fabri.
- Contracaecum habena (Linton, 1900).
- Contracaecum hippoglossi.
- Contracaecum histiophori Yamaguti, 1935.
- Contracaecum hypomesi.
- Contracaecum longispiculum.
- Contracaecum melichthysi Olsen.
- Contracaecum ochotense.
- Contracaecum ogcocephali.
- Contracaecum osculatum.
- Contracaecum oshoroensis.
- Contracaecum plagiostomorum.
- Contracaecum robustum.
- Contracaecum saba.
- Contracaecum spiculigerum.
- Contracaecum tridentatum.
- Contracaecum unidentatum.
- Contracaecum zenopsis.